# Chlupáček zední
Chlupáček zední (Pilosella officinarum), též známý jako jestřábník chlupáček (Hieracium pilosella), je vytrvalá žlutě kvetoucí bylina z čeledi hvězdnicovitých, zástupce taxonomicky obtížného rodu chlupáček.

## Popis
Obvejčitě kopinaté listy vyrůstají v přízemní růžici; na rubu jsou bíle plstnaté, na svrchní straně výrazně štětinatě chlupaté; vytrvávají zelené po celý rok. Z úžlabí listů růžice vyrůstají dlouhé, kořenující, olistěné výběžky. Stonky jsou bezlisté, vysoké 5 až 30 cm, nesoucí vždy pouze jeden úbor. Květenství obsahuje pouze jazykovité květy; opylovány jsou hmyzem nebo též samosprašně. Korunní lístky jsou žluté, na vnějších okrajích úboru někdy červenavě proužkované. Kvete od května do října, po odkvětu vytváří hnědé až černé nažky s šedobílým, křehce lámavým chmýrem.

## Rozšíření
Je hojný na sušších loukách, pastvinách, mezích, podél cest, ve světlých lesících (teplomilné doubravy apod.) a skalních výchozech, též na kyselých písčinách a vřesovištích, a to od nížin do hor. Preferuje slunná stanoviště a sušší a živinami chudé půdy, co do půdní reakce je to generalista, častěji rozšířený na mírně kyselých půdách. Nesnáší zastínění a vlhko. Rozšířen ve velké části Evropy, v severní Asii a sekundárně též v Severní Americe.

## Využití
Jeho kvetoucí nať se občas sbírá jako léčivá droga na srdeční potíže a při zánětech, v lékařství se používá zřídka.